# Джеймс Макавой
Джеймс Макавой (на английски: James McAvoy) е шотландски театрален и филмов актьор, носител на три награди на БАФТА и номиниран за „Златен глобус“ и „Сателит“. Известни филми с негово участие са „Хрониките на Нарния: Лъвът, Вещицата и дрешникът“, „Последният крал на Шотландия“, „Неуловим“, „Х-Мен: Първа вълна“ и „Х-Мен: Дни на отминалото бъдеще“, „На парчета“.

## Биография
Джеймс Макавой е роден на 21 април 1979 г. в Глазгоу, Шотландия, в семейството на Елизабет и Джеймс Макавой-старши. Майка му е медицинска сестра, а баща му е строител. Джеймс е отгледан от своите баба и дядо, след като родителите му се развеждат през 1986 г. Като дете Джеймс иска да стане мисионер или войник от морската пехота.
Когато е на петнадесет години и учи в гимназията се запознава с шотландския актьор и режисьор Дейвид Хейман, който по-късно го избира за роля във филма си „The Near Room“. Участието в продукцията помага за приемането му в Кралската консерватория на Шотландия. Джеймс завършва консерваторията през 2000 г. След дипломирането си, в преследване на актьорска кариера се премества в Лондон, където живее в малък апартамент под наем с още четирима души. В английската столица работи в пекарна, и участва в няколко малки роли в английски телевизионни продукции. Разочарован от неуспешната си актьорска кариера, сериозно обмисля да постъпи в Кралския военноморски флот,
преди да бъде избран за ролята на редник Милър в хитовия американски сериал „Братя по оръжие“.
Шест години се среща с шотландската актриса Ема Нилсън до 2003 г. По време на снимките на британския сериал „Безсрамници“ („Shameless“) започва връзка с актрисата Ан-Мари Дъф, която е девет години по-възрастна от него. Двамата сключват брак през месец октомври 2006 г. Те имат син на име Брендан, роден през 2010 г.
Джеймс Макавой е запален фен на футболен клуб „Селтик“.

## Благотворителност
Джеймс Макавой е поддръжник на британския Червен кръст и оказва подкрепа за проектите на организацията в Уганда. Джеймс избира Уганда, след като прекарва три месеца в северната част на африканската държава при заснемането на филма „Последният крал на Шотландия“ и остава ужасен от условията на живот на местните хора.

## Избрана филмография
- „The Near Room“ (1995)
- „Регенерация“ (1997)
- „Лорна Дун“ (Тв филм, 2000)
- „Братя по оръжие“ (сериал, 2001)
- „Белия зъб“ (сериал, 2002)
- „Войната на Фойл“ (сериал, 2002)
- „Кралицата на Боливуд“ (2002)
- „Децата на Дюн“ (минисериал, 2003)
- „Златната младеж“ (2003)
- „Правилата на играта“ (минисериал, 2003)
- „Уимбълдън“ (2004)
- „Копнеж за танц“ (2004)
- „Безсрамници“ (сериал, 2004 – 2005)
- „Хрониките на Нарния: Лъвът, Вещицата и дрешникът“ (2005)
- „Последният крал на Шотландия“ (2006)
- „Пенелопа“ (2006)
- „Да бъдеш Джейн“ (2007)
- „Изкупление“ (2007)
- „Неуловим“ (2008)
- „Последната спирка“ (2009)
- „Конспираторът“ (2010)
- „Гномео и Жулиета“ (анимация, 2011)
- „Х-Мен: Първа вълна“ (2011)
- „Транс“ (2013)
- „Разврат“ (2013)
- „Х-Мен: Дни на отминалото бъдеще“ (2014)
- „Виктор Франкенщайн“ (2015)
- „Х-Мен: Апокалипсис“ (2016)
- „Атомна Блондинка“ (2017)
- „Стъкления“ (2019)
- „Х-Мен: Тъмния феникс“ (2019)
- „То: Част втора“ (2019)